# أوين برايس
أوين برايس (بالإنجليزية: Owen Price)‏ هو لاعب كرة قدم بريطاني، ولد في 20 أكتوبر 1986. لعب مع نورثويتش فيكتوريا.

## وصلات خارجية
- أوين برايس على موقع قاعدة بيانات كرة القدم.إي يو (الإنجليزية)
- أوين برايس على موقع Soccerway.com (الإنجليزية)